# 크리스 클레어몬트
크리스토퍼 S. 클레어몬트(영어: Christopher S. Claremont, 1950년 11월 25일 ~ )는 미국의 만화가이다. 연재를 맡을 당시 폐간 위기에 있던 언캐니 엑스맨 시리즈를 1975년부터 1991년까지 17년 동안 맡으면서 다양성과 강한 여성 캐릭터, 깊이 있는 주제들을 다루면서 엑스맨을 마블의 가장 인기있는 시리즈 중 하나로 바꾸었다는 평가를 받았다. 마블 코믹스에서 일하면서 클레어몬트는 로그, 사일록 (뱃시 브래독), 키티 프라이드, 록히드, 윌리엄 스트라이커, 미스틱, 에마 프로스트, 모이라 맥태거트, 세이버투스, 미스터 시니스터, 세바스찬 쇼, 캐논볼, 선스팟, 주빌리, 도널드 피어스, 카르마, 파이로, 워패스 등의 캐릭터들을 함께 만들었다, 클레어몬트는 존 번과 함께한 "다크 피닉스 사가"와 "데이즈 오브 퓨처 패스트"를 포함한 많은 엑스맨 작품들의 시나리오를 썼다. 1991년 짐 리와 함께 작업한 엑스맨 #1은 기네스북에서 가장 많이 팔린 만화 기록을 가지고 있다.